# Comactinia echinoptera
Comactinia echinoptera är en sjöliljeart som först beskrevs av Müller 1840.  Comactinia echinoptera ingår i släktet Comactinia och familjen Comasteridae. Inga underarter finns listade i Catalogue of Life.